# 미야하라 유지
미야하라 유지(일본어: 宮原 裕司, 1980년 7월 19일 ~ )는 일본의 전 축구 선수이다.

## 구단 경력
과거 나고야 그램퍼스 에이트, 아비스파 후쿠오카, 사간 도스, 세레소 오사카, 에히메 FC에서 활동하였다.